# Markbach (Michelbach)
Der Markbach ist ein über einen Kilometer langer Waldbach am Westrand des hessischen Wetteraukreises im südlichen Hang des 485,2 m ü. NHN hohen Donnerskopfs, der sich im etwa 60 ha großen FFH-Gebiet Nummer 5617-303, Usa zwischen Wernborn und Ober-Mörlen befindet. Er entspringt im Butzbacher Ortsteil Bodenrod, wechselt nach einem halben Kilometer in den Butzbacher Ortsteil Maibach und bildet nach 200 m für fast einen halben Kilometer die Grenze zu Bodenrod, bevor er in Maibach als linker und nordwestlicher Zufluss des Michelbaches mündet.

## Geographie

### Verlauf
Der Markbach entspringt der Markbornquelle im Östlichen Hintertaunus auf einer Höhe von etwa 444 m ü. NN in einem Laubwald nordwestlich des Butzbacher Stadtteils Maibach unterhalb einer Kurve der Landesstraße L 3270. Auf seinen ersten 50 m fließt ihm von rechts und jenseits eines höher gelegenen Waldwegs ein zeitweilig Wasser führendes Gewässer zu. Nach nochmals 50 m mündet er in einen etwa 300 m² großen, künstlich angelegten Teich ⊙. Nach dem Unterqueren eines Waldwegs in einem Durchlass mündet vor einem weiteren Waldweg bei Fluss-km 0,8 von links ein 50 m kurzer Zufluss aus einer Quellmulde ⊙. Bis zum nächsten Hauptweg fließt der Markbach in einer Runse durch Laubwald. Vor der Westkurve im Hauptweg sammelt sich Wasser in einer Vertiefung im Bachbett vor dem Durchlass. Am Auslass wechselt der Markbach von Bodenrod nach Maibach. Auf etwa 200 m Länge fließt er mäandrierend durch Laubwald. Der Hauptweg löst sich ostwärts vom Tal und folgt dem Hang des Donnerskopfs, dafür folgt ein unbefestigter Nebenweg östlich dem Markbach, der nahe ihm annähernd parallel ins Tal hinab fließt. Ab hier bildet er die Grenze zwischen Bodenrod und Maibach. Um 2020 sind dort neue Bäume nachgepflanzt worden. Der ursprüngliche Laubwald geht in Nadelwald über, westlich beginnt eine lang gezogene Wiese im Wald, das Gewann Oberstes Hainchen. Im folgenden Abschnitt bis zur Michelbach-Aue versiegt das Wasser im Markbach. Das Bachbett quert in einem Durchlass den Weg im Rand des Tals vom Eschbacher Weg bei Maibach her, der Zufahrt zur Waldwiese, folgt ihm wenige Meter nordostwärts, auf Maibach zu, und biegt im Grünland der Michelbach-Aue rechts in einen Durchlass im Rand der Wiese. Damit löst er sich von der Grenze zu Bodenrod.
Ab dem Auslass sind es noch 40 m in südöstlicher Richtung, gesäumt von 2020 gestutzten Erlen, zur Mündung von links in den Michelbach, in dessen Bett aus Steinen seiner Sohle ein niedriger Staudamm errichtet ist – Kinderarbeit!

Impressionen vom Bach
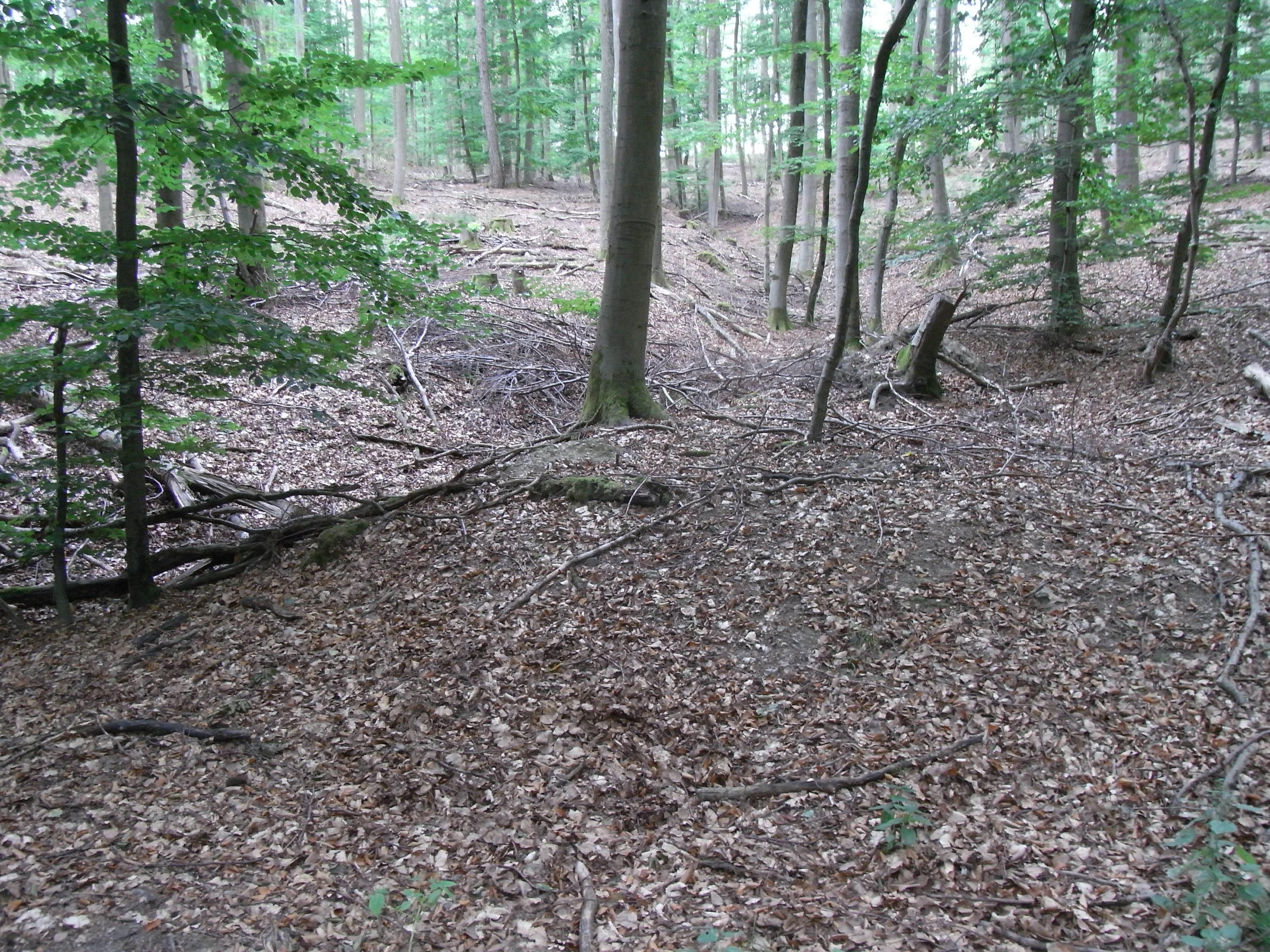
Runse oberhalb der Quelle
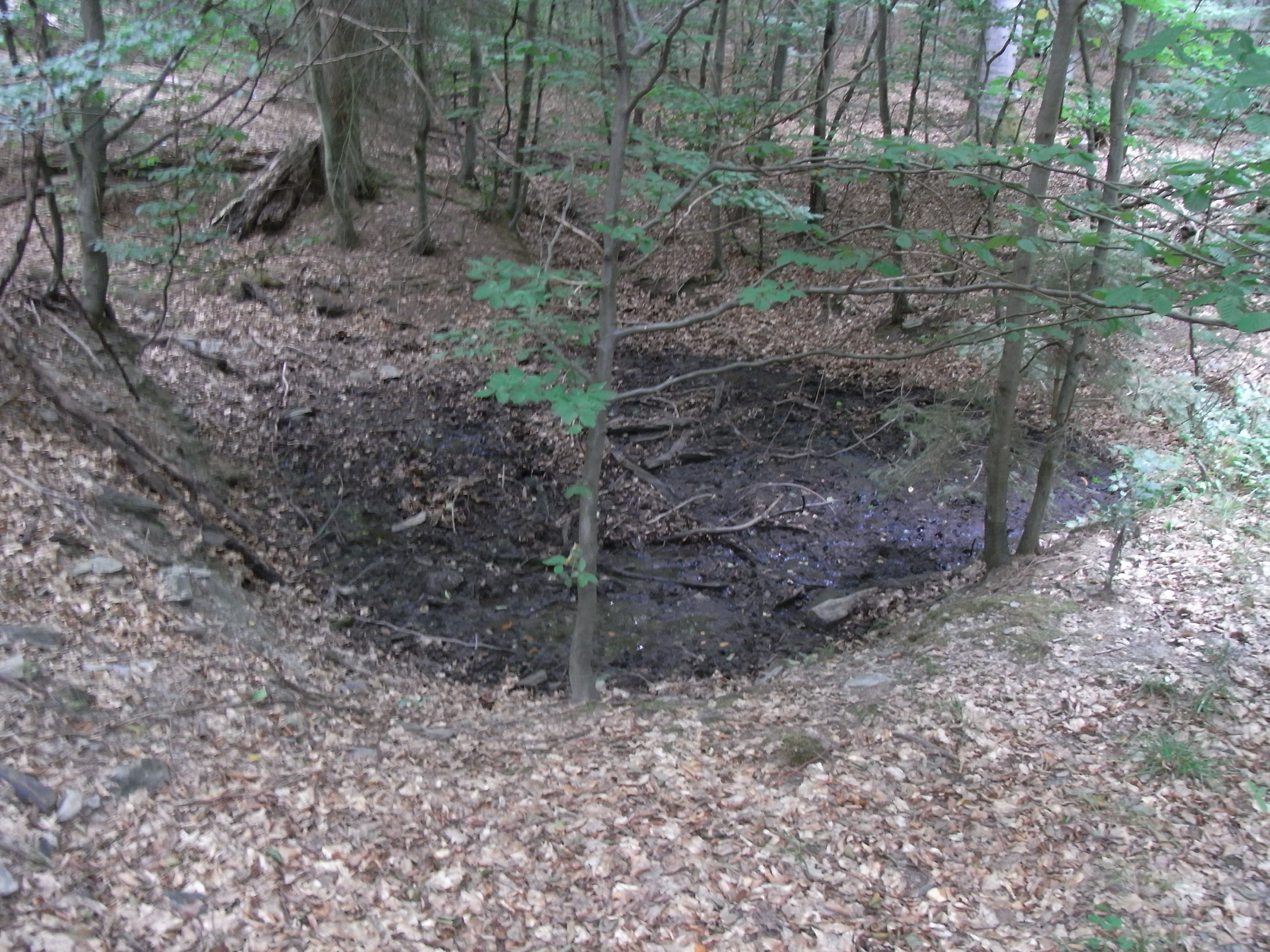
Quellmulde des linken Zulaufs
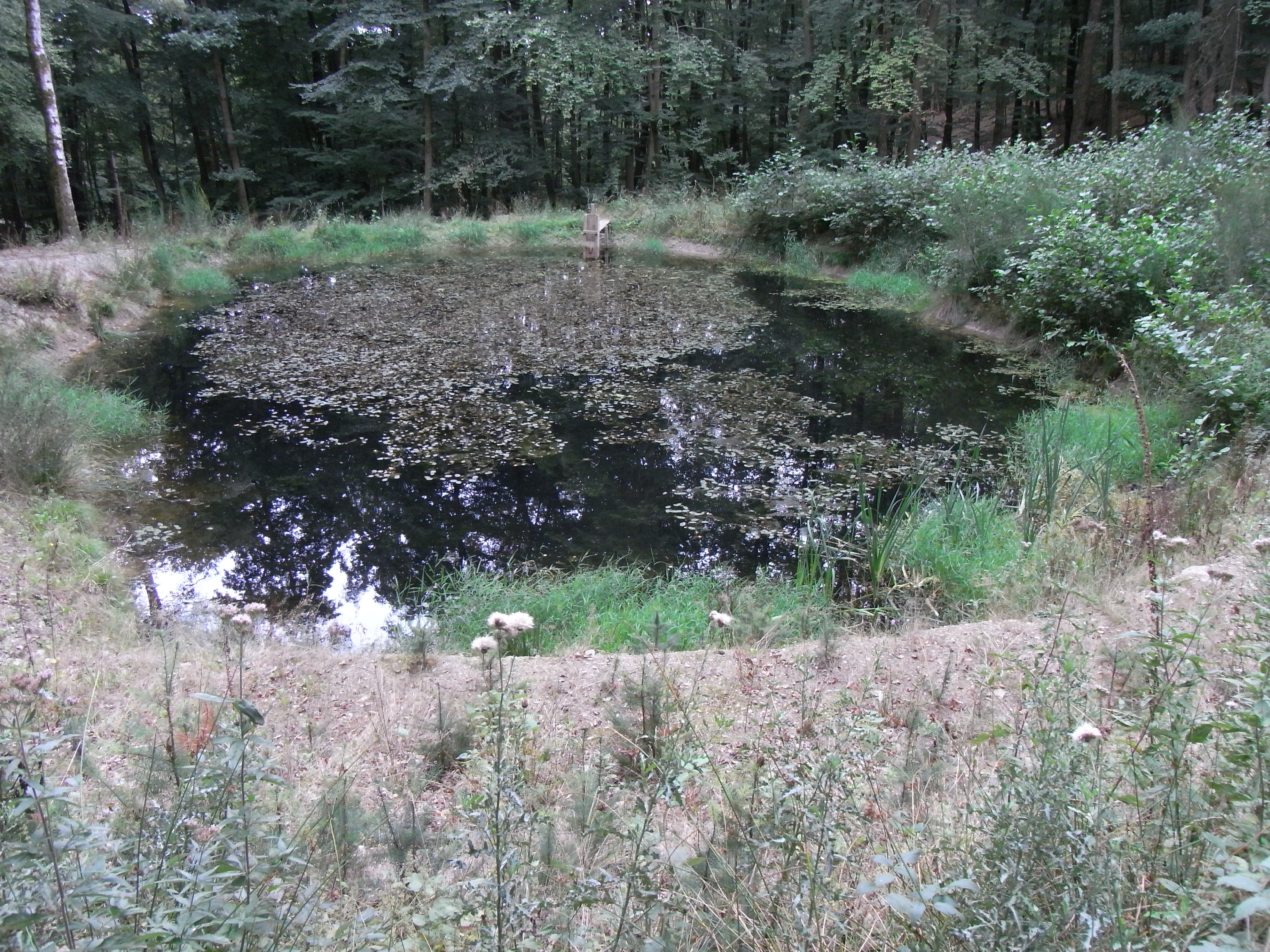
Markbach-Teich im Laubwald
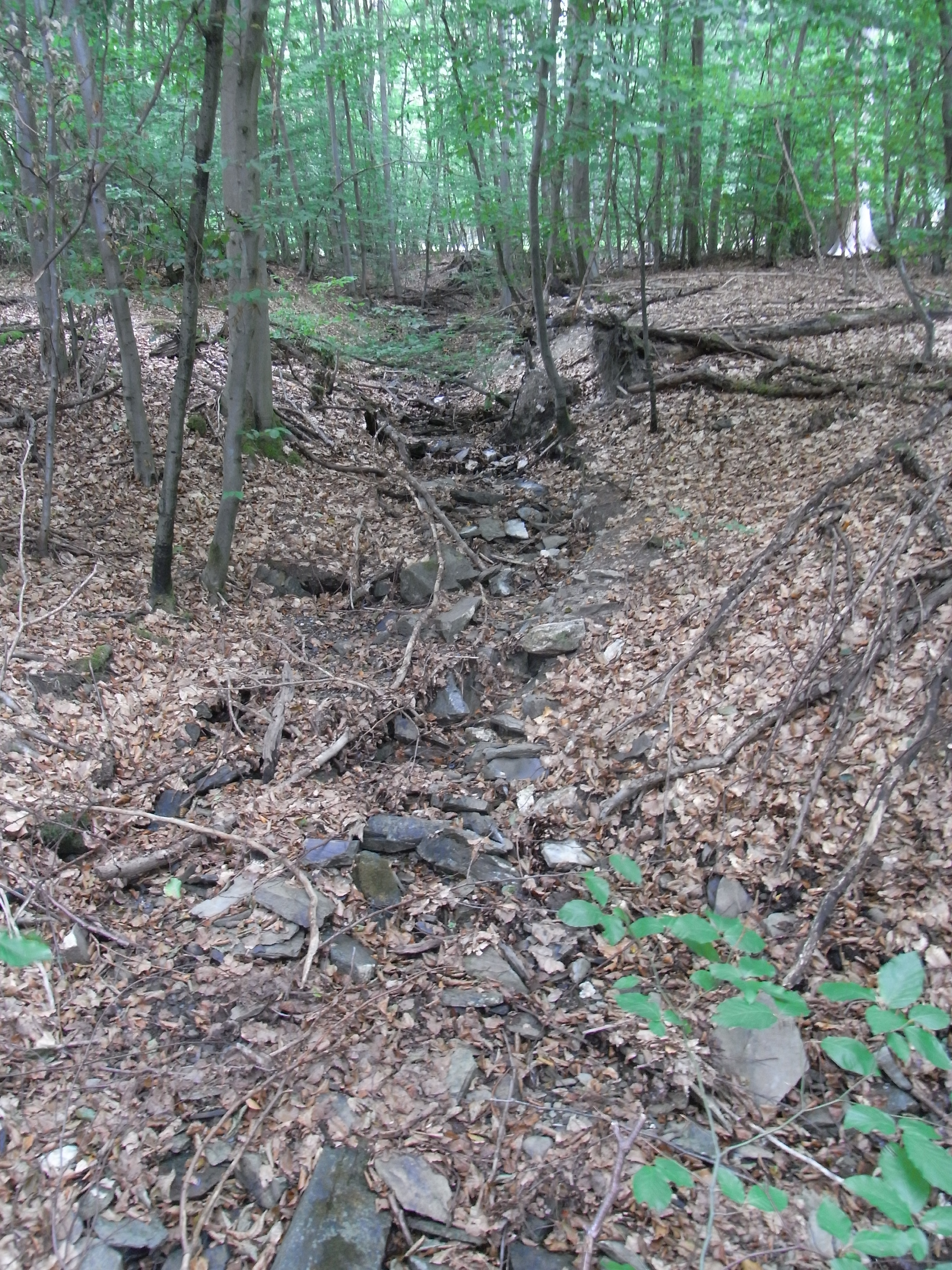
Linker Zulauf
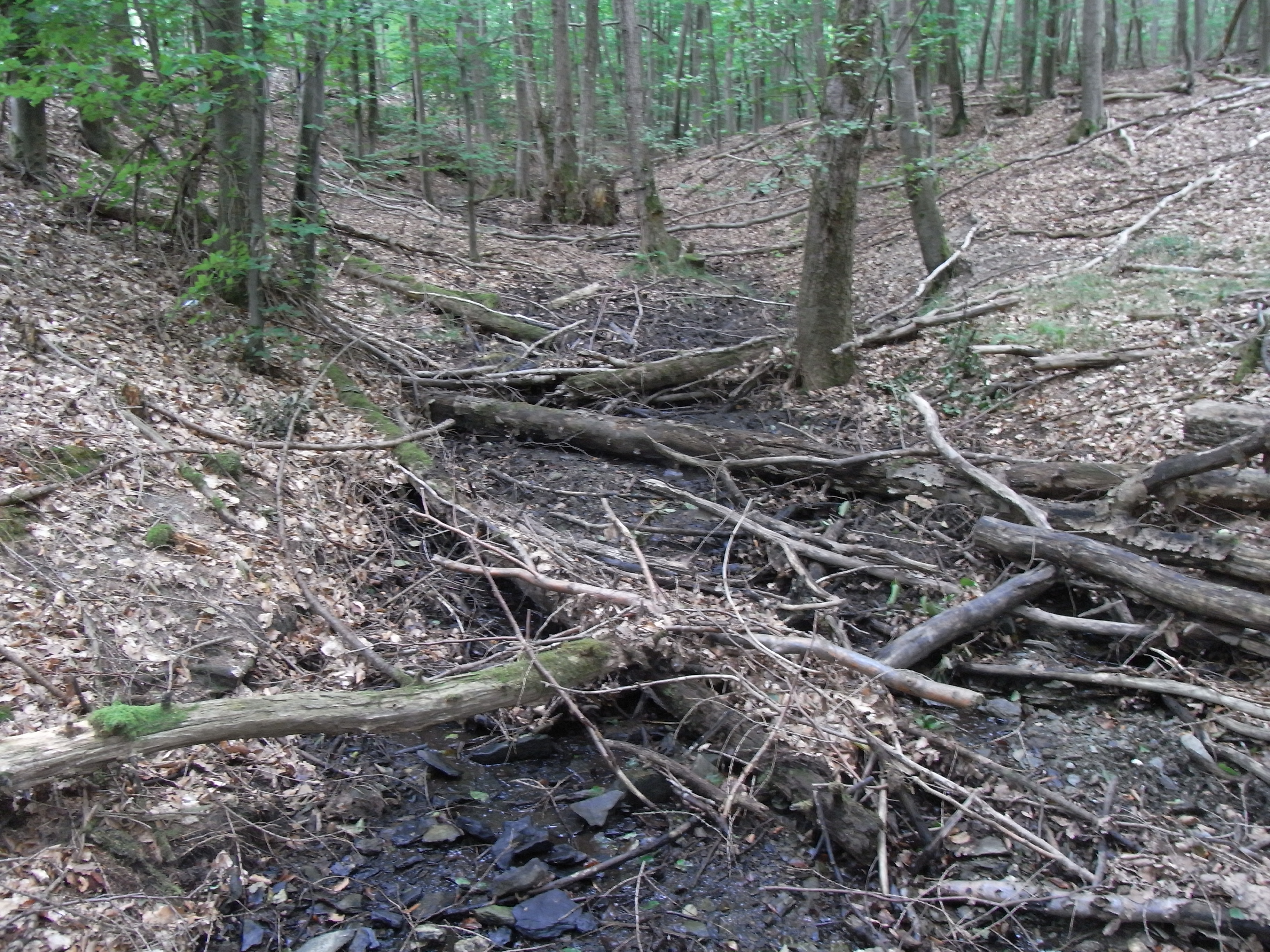
Tal-Lage
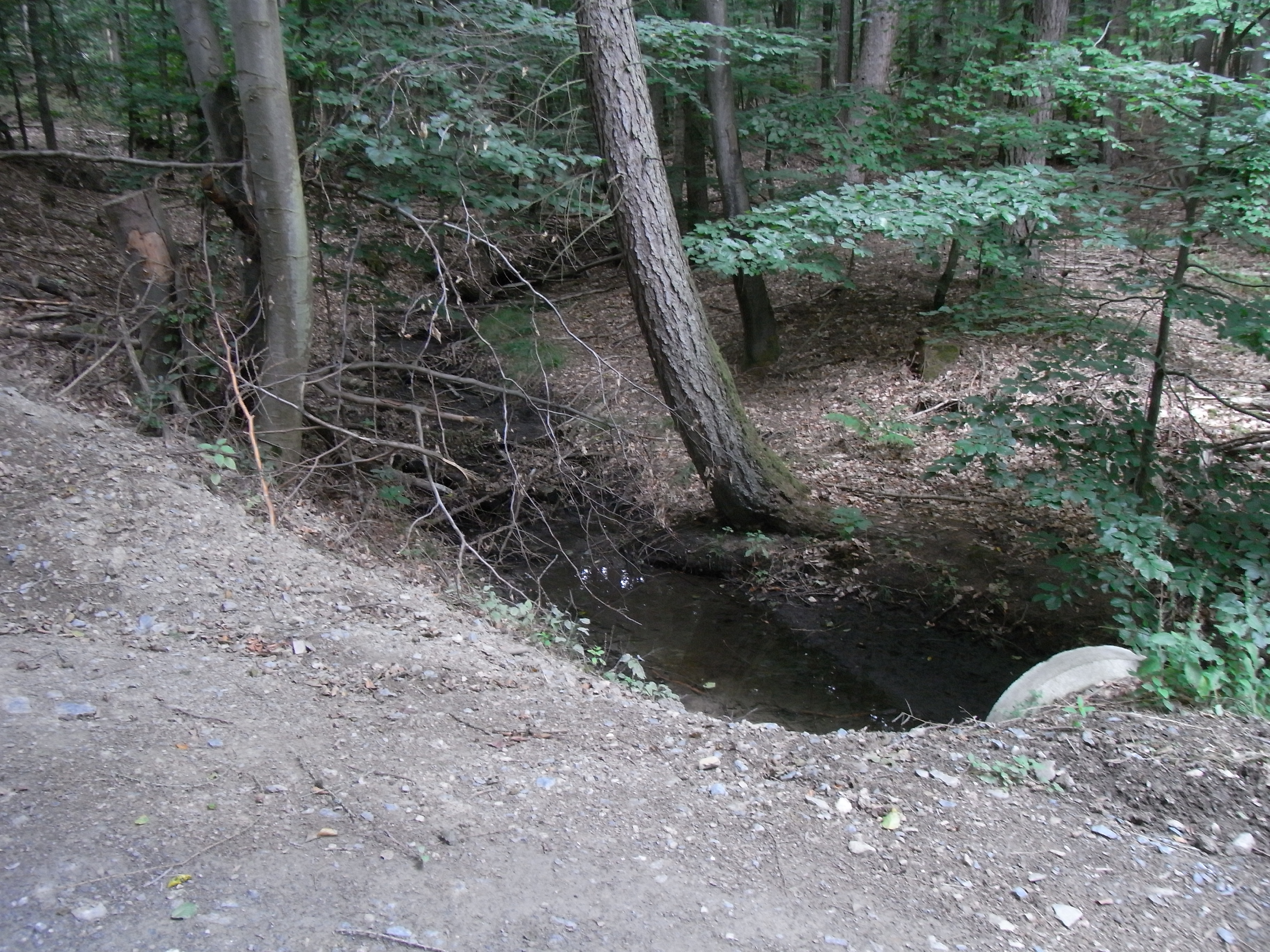
Tümpelbildung
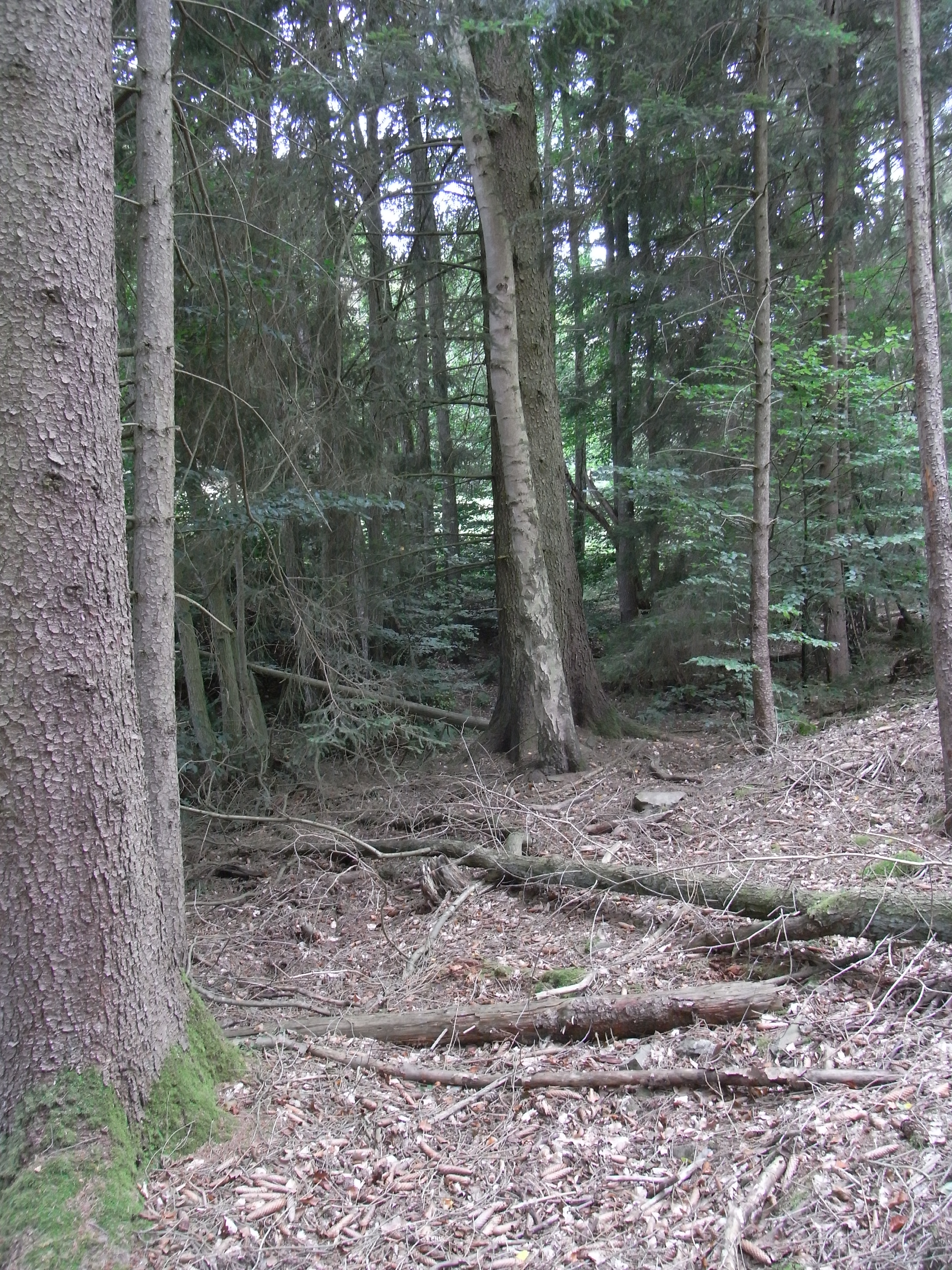
Im Nadelwald

### Flusssystem Usa
- Fließgewässer im Flusssystem Usa